# USS Louisiana (SSBN-743)
USS Louisiana (SSBN-743) je americká raketonosná jaderná ponorka. Jedná se o poslední, osmnáctou ponorku třídy Ohio a jmenuje se po osmnáctém státu USA. Domovským přístavem je Bangor ve státě Washington (předtím to byl přístav Kings Bay ve státě Georgia). Mottem je „Unie, spravedlnost a důvěra“. 
Postavena byla v loděnicích General Dynamics Electric Boat v Grotonu ve státě Connecticut. Kýl lodi byl založen 23. říjen 1992, dne 27. července 1996 byla spuštěna na vodu a od 6. září 1997 je v aktivní službě v americkém námořnictvu. 
Pohonný systém tvoří jaderný reaktor typu S8G a dvojice turbín, roztáčejících jeden lodní šroub. Na palubě nese čtyři 533mm torpédomety pro odpalování torpéd typu MK-48 a dvacet čtyři balistických raket Trident II.